# Ohlhoffiidae
Ohlhoffiidae – wymarła rodzina błonkówek z infrarzędu owadziarek i nadrodziny Stephanoidea. Obejmuje trzy rodzaje. Żyły w kredzie.

## Taksonomia
Takson ten wprowadzony został w 2020 roku przez Corentina Jouault, Aleksandra Rasnicyna i Vincenta Perrichota na łamach „Cretaceous Research”. Zalicza się do niego trzy opisane rodzaje:
- Cretephialtites Rasnitsyn et Ansorge, 2000
- Myanmephialtites Jouault, Rasnitsyn et Perrichot, 2020
- Ohlhoffia Jouault, Rasnitsyn et Perrichot, 2020

Zapis kopalny rodziny ogranicza się do kredy. Cretephialtites znany jest z odcisków skrzydeł datowanych na barrem i znalezionych w Hiszpanii. Pozostałe rodzaje znane są z datowanych na późny alb lub wczesny cenoman inkluzji w bursztynie birmańskim, odnalezionych w dolinie Hukawng, w okolicy Noije Bum na terenie birmańskiego stanu Kaczin.

## Morfologia
Głowa tych błonkówek charakteryzowała się obecnością poprzecznych szeregów ząbków lub guzków na czole i ciemieniu. Czułki zbudowane były z ponad 20 członów i niezgięte kolankowato. Mezosoma nie była wyraźnie walcowata ani znacznie wydłużona. Jej skleryty nie były zlane w karapaks. Na śródpleczu widniały notaulices oraz podłużna bruzda środkowa. Skrzydła obu par były w pełni wykształcone. Użyłkowanie skrzydła przedniego cechowało się sigmoidalną żyłką 1-Rs oraz wchodzącą w drugą komórkę submarginalną drugą żyłką poprzeczną medialno-kubitalną (2m-cu). Komórka kostalna była u Cretephialtites szeroka, u pozostałych rodzajów zaś długa i wąska. Skrzydło tylne miało szeroko otwartą komórkę marginalną oraz długi drugi sektor zlanych żyłek medialnej i kubitalnej (2-M+Cu). Odnóża były smukłe, o długich i chudych udach oraz nienabrzmiałych goleniach. Smukłe były także biodra tylnej pary. Przednia para odnóży miała na wierzchołku goleni pojedynczą ostrogę. Dwa początkowe segmenty metasomy przekształcone były odpowiednio w petiolus i postpetiolus, formujące dwusegmentowy pomostek. Odwłok samicy miał krótkie pokładełko.